# Seigneurie (institution)
La seigneurie est une institution d'Europe occidentale apparue au Moyen Âge au cours de la dislocation de l'Empire carolingien, mais qui a perduré durant les Temps modernes, voire pendant l'Époque contemporaine. Cette institution est caractérisée par l'établissement de liens entre le détenteur d'une terre et ses habitants (manentes, d'où « manants » ; villani, d'où « vilains »). Ces liens relèvent du droit féodal et privilégient les rapports de dépendance d'homme à homme, y compris dans l'exercice de pouvoirs qualifiés aujourd'hui de régaliens comme le droit de justice.
La seigneurie doit être distinguée du fief, la terre tenue dans le cadre du système féodal, et qui n'est que l'élément le plus visible de la seigneurie. Les fiefs s'emboîtent les uns dans les autres selon les liens de dépendance suzerain/vassal.
Dans le cas de la France, la quasi-totalité des terres du royaume faisait partie d'une seigneurie à la fin du XVIIIe siècle. On estime entre 40 000 et 50 000 le nombre de seigneuries en France à cette époque. Les terres non soumises au système seigneurial étaient appelées « alleux ». Toutefois l'alleu, s'il était important, pouvait être reconnu comme une seigneurie dépendant directement du roi.
Le seigneur peut être un individu (dans ce cas la seigneurie est héréditaire), mais aussi une personne morale (monastère, évêché, etc.). À l'époque féodale, la seigneurie foncière est essentiellement détenue par la noblesse et le clergé mais ce n'est pas une obligation. Pendant l'époque moderne, un roturier riche peut acheter une seigneurie, élément important, mais insuffisant, de l'accès à la noblesse.
Dans une certaine mesure, héritière de la villa romaine de l’Antiquité tardive (système dans lequel le propriétaire foncier détenait la propriété de la plupart des habitants qui avaient le statut d'esclave), la seigneurie est le cadre privilégié grâce auquel l’aristocratie médiévale assure sa prééminence économique, sociale et politique. La limitation des prérogatives seigneuriales est l'un des moyens par lequel le pouvoir central des États s'affirme à la fin du Moyen Âge et durant l'époque moderne.
Dans nombre de pays, la seigneurie foncière a été abolie légalement, notamment en France entre 1789 et 1793. Mais ce n'est pas le cas au Royaume-Uni, ni en Irlande, où des réalités actuelles ressortissent encore au système seigneurial.

## Définition

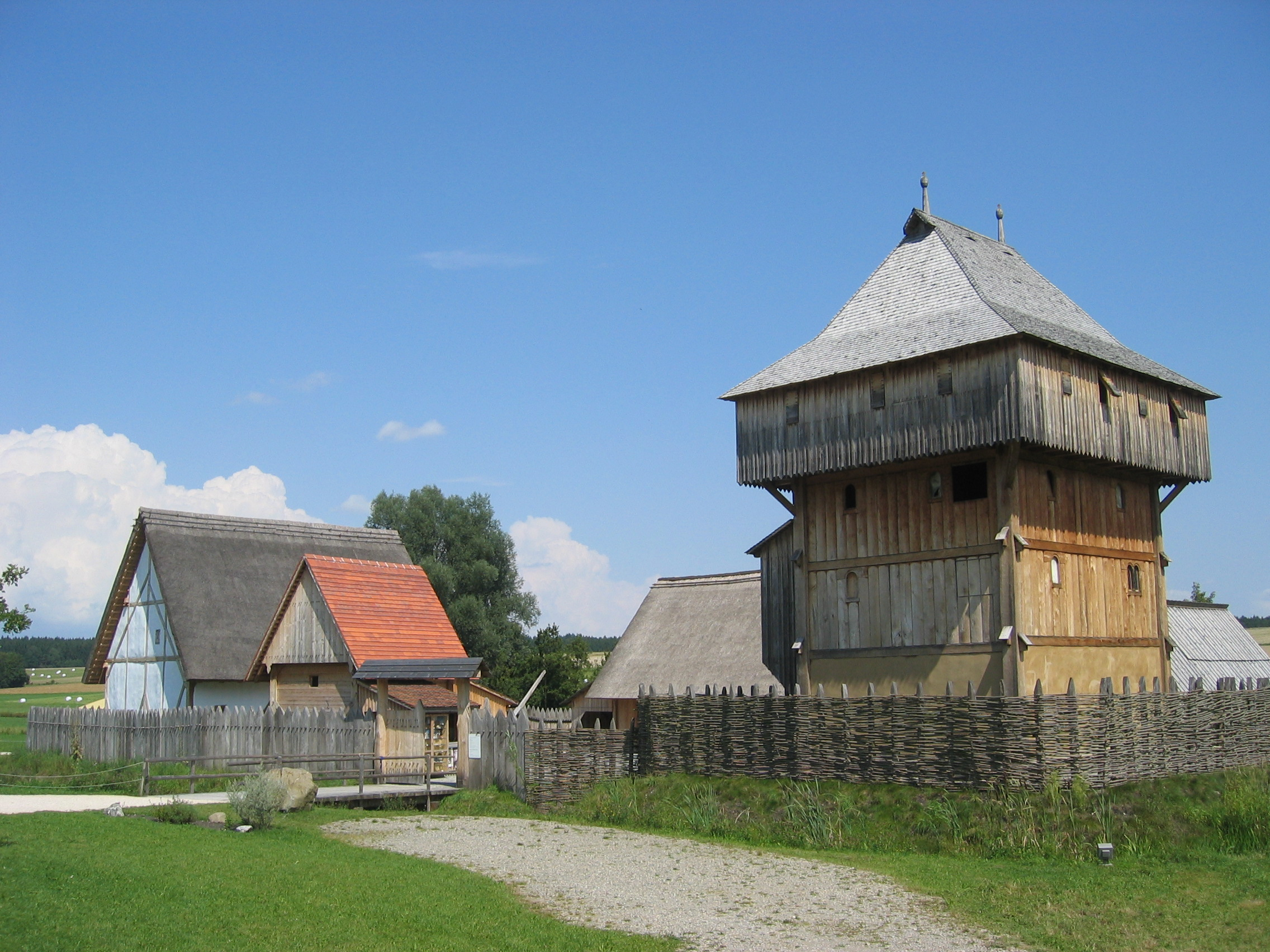
Reconstruction d'un château médiéval, Bachritterburg à Kanzach, Bade-Wurtemberg

La naissance de la seigneurie comme cadre économique et judiciaire est difficile à établir. On ne commence à vraiment comprendre le fonctionnement seigneurial qu'à partir du moment où la documentation est suffisamment abondante, c'est-à-dire à partir du XIIe siècle.
L'historiographie, reprenant les analyses de Georges Duby, divise traditionnellement le fonctionnement seigneurial en deux institutions, la seigneurie foncière, c’est-à-dire le fonctionnement de la seigneurie comme un grand domaine, et la seigneurie banale, l’exercice de droits ressortissant du fonctionnement public et pouvant s'exprimer notamment par la contrainte sur les hommes soumis à la seigneurie, droits que les hommes du Moyen Âge nommaient ban. Cette distinction est cependant contestée non seulement parce qu'elle n'apparaît pas dans les sources médiévales, mais aussi et surtout parce que le principe même de la seigneurie tient à la fusion de la domination foncière et du pouvoir de commandement.
Le territoire d'une seigneurie se divisait en deux parties : le domaine (dont le seigneur avait la totale propriété) et le fief, ou mouvance dont le seigneur avait seulement la propriété éminente, y disposant notamment du droit de juridiction, mais dont les vassaux avaient la propriété utile. Le seigneur pouvait agrandir son domaine en récupérant des biens de son fief tombés en déshérence ou le diminuer par vente ou par afféagement (concession de la propriété utile d'une terre du domaine) ; par exemple en 1680, le domaine du duché de Rohan se composait de six châtellenies et s'étendait sur 69 paroisses, dont une quarantaine en totalité, alors que son fief comprenait 257 manoirs nobles, dont ceux de Carcado et de Camors.
Le domaine (ou le fief au niveau le plus basique détenu par le seigneur censier) lui-même comprenait :
- la réserve à l'usage direct du seigneur qui était cultivée grâce aux corvées dues par les tenanciers, principalement les serfs,
- les tenures serviles redevables du chevage ou « libres » redevables du cens,
- les biens communaux : forêts, landes, prés, marais…

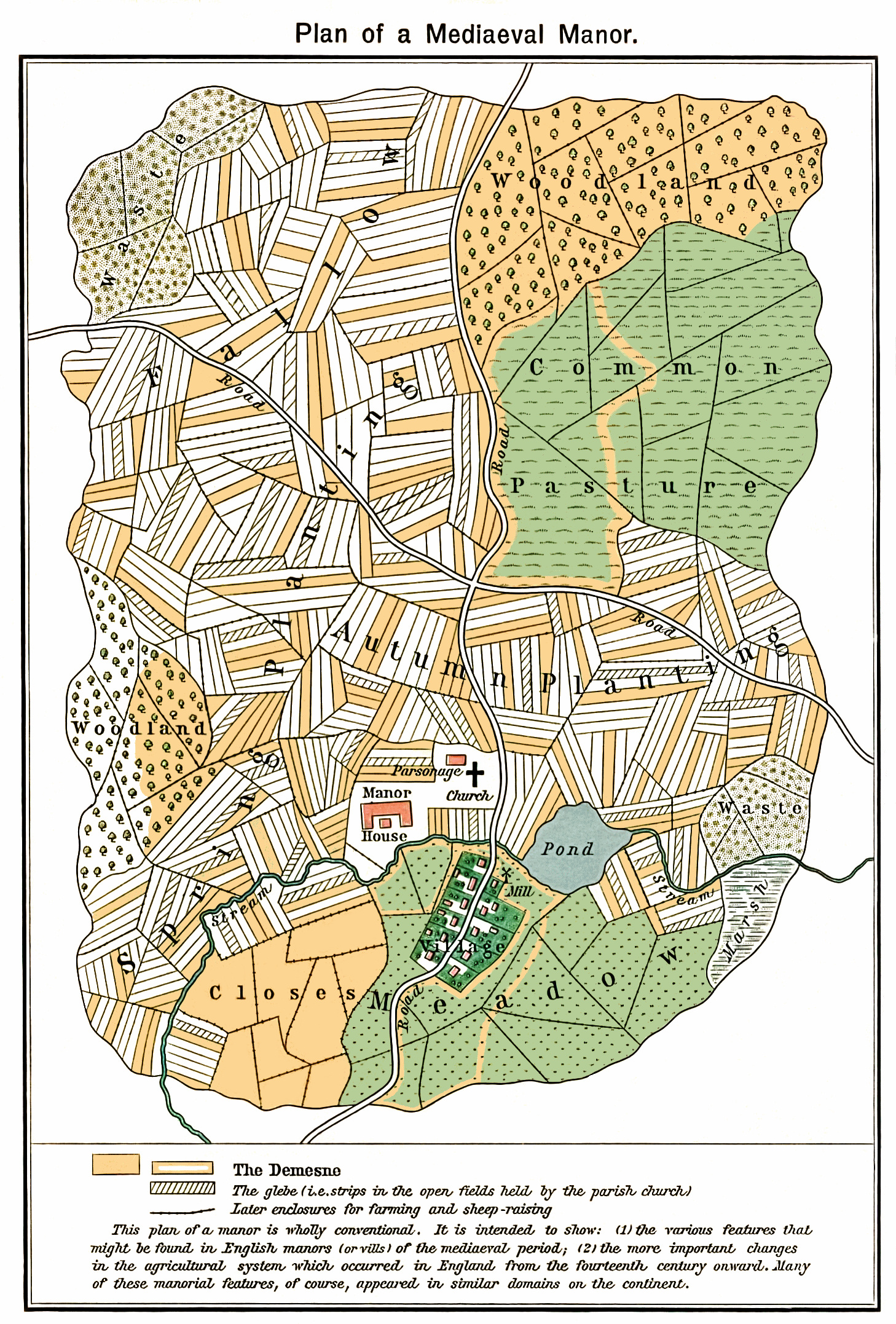
Plan d'un fief anglais (manor) hypothétique mais réaliste avec réserve (demesne), tenures (tenures) et biens communaux (common lands). Remarquer ici l'étendue des bénéfices ecclésiastiques (glebe).

- Plan d'un fief anglais (manor) hypothétique mais réaliste avec réserve (demesne), tenures (tenures) et biens communaux (common lands). Remarquer ici l'étendue des bénéfices ecclésiastiques (glebe).d'éventuels bénéfices ecclésiastiques.

### Le seigneur
Le possesseur d'une seigneurie porte le titre de seigneur ou celui équivalent de « sire » à l'époque médiévale. Il peut être une personne, dans la très grande majorité des cas un membre de la noblesse ou aussi parfois un ressortissant de bourgeoisie (sans que cela confère à ce dernier une quelconque qualité nobiliaire), mais aussi une personne morale le plus souvent une institution ecclésiastique telle une abbaye, un chapitre canonial (cathédral ou collégial) ou un ordre militaire. Le pouvoir du seigneur s'exerce par divers intermédiaires, dont le plus important est le bailli. Le souverain peut aussi être seigneur ; les seigneuries qu'il possède forment le domaine royal. Certains villages avaient pour seigneur direct le roi de France (François 1er s'est présenté à Charles Quint, pourvu d'une infinité de titres, d'être le « roi de France, seigneur de Gonesse et de Vanvres »).
L'individu dont relèvent un ensemble de censives et qui n'a que des rotures sous lui est qualifié de seigneur censier ; celui qui possède le droit de haute-justice porte le titre de seigneur justicier. Le titre de seigneur de paroisse est parfois appliqué aux seigneurs ayant autorité, notamment comme patron, sur une église paroissiale.
Les modes de la détention de la seigneurie varient : elle peut être tenue en fief, c'est-à-dire conférée par une personne à une autre en échange de services, ou en alleu, sans aucune dépendance. La personne conférant un fief à un autre est dénommée seigneur, même si le fief en question n'est pas une seigneurie, ce qui peut entraîner des confusions. Dans ce cas, pour des raisons de clarté, l'expression « seigneur féodal » peut être employée.
Au XVIe siècle les bourgeois vivant noblement voulant imiter les nobles prirent le nom de leur domaine, alors même que ce domaine n'était pas noble, mais n'ayant pas le droit de s'intituler « seigneur de… » lorsque la terre était roturière, ils prirent la qualification de « sieur ». Tandis que le non noble s'intitulait « sieur » de son coin de terre roturier, la qualification noble de seigneur était peu à peu remplacée par le mot de sieur qui en était le diminutif. Bien qu'en théorie on dut distinguer le « seigneur » de la terre noble du « sieur » non noble. Les possesseurs de simples fiefs, qui n'avaient ni mouvance ni censive, et auxquels par conséquent n'était attachée aucune espèce de puissance publique, ne pouvaient pas se dire « seigneurs », mais seulement « sieurs », c'est-à-dire, propriétaires de ces fiefs. Cela est confirmé par un arrêt du parlement d'Aix du 27 janvier 1639 qui interdit au sieur de Tamarlet qui avait eu la terre d'Aiguebelle en arrière fief du duc de Guise, de s'appeler « seigneur d'Aiguebelle », mais seulement « sieur d'Aiguebelle ».

### La seigneurie foncière
Le seigneur est le propriétaire direct ou éminent des biens fonciers de sa seigneurie.
La notion de propriété absolue sur un bien commun ne peut s'appliquer, car d'autres que l'utilisateur principal ont des droits sur ces biens. On distingue dans la seigneurie foncière deux ensembles : la réserve qui est l'ensemble des biens dont le seigneur se réserve l'exploitation directe, et les tenures, biens dont l'exploitation est confiée à un tenancier contre paiement d'une redevance, dénommé le plus souvent cens, et de services comme la corvée. La répartition entre réserve et tenures varie selon les époques et les régions. Dans les tenures les seigneurs détiennent ce que l'on appelle la propriété éminente, quand le tenancier n'a que la propriété utile. Les tenures de la seigneurie et leurs différentes mutations sont inscrites dans un livre terrier, soigneusement conservé puisque déterminant quels sont les droits du seigneur sur chaque terre.
La plupart des seigneuries foncières ont une assise rurale, mais il n'est pas rare de rencontrer des seigneuries urbaines, souvent aux mains de seigneurs ecclésiastiques. Ces seigneuries sont globalement plus difficiles à étudier que les seigneuries rurales à cause de leur grand enchevêtrement. À Paris existaient ainsi les seigneuries de Notre-Dame, de l’abbaye Saint-Germain-des-Prés, du Temple…
La taille des seigneuries est très variable : certaines ne peuvent comprendre qu'un hameau, d'autres des régions entières. La seigneurie a longtemps été liée à la figure du château fort, qui serait son centre de direction en même temps que son expression la plus forte. En fait nombre de seigneuries, notamment, mais pas exclusivement urbaines, n'ont jamais contenu de château. À l'inverse il pouvait exister plusieurs châteaux dans une même seigneurie. Lorsque le seigneur réside sur sa seigneurie, il y possède au moins un logis seigneurial, dont le rôle est aussi symbolique, démontrant l'autorité du seigneur sur « ses » hommes. À l'époque moderne, certaines constructions sont en théorie réservées au domaine seigneurial, comme le pigeonnier. Arborer des armoiries, un gonfanon, une girouette ou des épis de faîtage en plomb est aussi réservé au logis seigneurial.
Bien que les seigneurs fonciers exercent toujours en théorie leur propriété éminente, en pratique il leur devient vite impossible d'exercer les droits qui en ressortent, tels que l'expropriation, sur leurs tenanciers. Toutefois, les droits ressortissants de la seigneurie banale assurent aux seigneurs une réelle autorité sur les tenanciers. Il arrive même que dans des régions de seigneuralisation tardive, telle que la Prusse de l’ordre Teutonique, les droits de la seigneurie foncière, tels que la corvée, soient transcendés par des droits d'origine banale comme le servage.

### La seigneurie banale
La seigneurie banale est l'exercice de prérogatives d'essence publique sur les hommes dépendants d'une seigneurie. Ce droit de ban est un pouvoir de contrainte : en rendant la justice, le seigneur peut punir ceux qui n'obéissent pas, par exemple un vassal qui ne se présente pas au ban d'ost. Sur le plan économique, la banalité assure au seigneur des revenus bien supérieurs à ceux de la seigneurie foncière car le cens est peu ou pas réévalué.
Le ban se diffuse dans la plus grande partie de l'Occident dans la seconde moitié du XIe siècle. Il se manifeste notamment par des services et des redevances fortes, mais dont la composition et l'importance varient fortement selon les régions et les époques. On peut citer les droits d’ost, c'est-à-dire d'obligation de participer aux actions militaires du seigneur, les droits de péages (tonlieu) sur le passage des marchandises, les droits sur les héritages (mainmorte) ou le contrôle des installations agricoles communes (banalité) comme le pressoir, le moulin ou le four.
Le roi, à partir de Charles VII, entretient une armée de métier, ce qui relativise l'importance du droit d'ost.
Le contrôle de la justice par le seigneur est peut-être l'héritage le plus important de la seigneurie banale, mais les pouvoirs royaux s'attachent dès le Moyen Âge à restreindre ce contrôle sur la justice et à la fin de l'Ancien Régime le seigneur ne peut nommer que des magistrats (bailli, greffier, procureur de cour) aux compétences reconnues à qui il délègue l'exercice pratique de la basse justice, il nomme encore notaires, huissiers et sergents nécessaires au fonctionnement et à l'exécution des sentences ; le second appel et le jugement des crimes sont réservés aux bailliages royaux.
La seigneurie banale semble plus affaiblie en milieu urbain qu'en milieu rural, notamment dans les villes où coexistent plusieurs seigneuries. Les ressortissants peuvent jouer des différentes juridictions seigneuriales les unes contre les autres. Le mouvement communal, qui voit les habitants des villes donner naissance à des institutions propres, s'accompagne souvent de la suppression des droits d'origine banale, par rachat ou cession du seigneur.
Comme la seigneurie foncière, la seigneurie banale peut se diviser, par voie d'héritage ou de cession. Cette division peut ne porter que sur l'un des droits ressortissants de la seigneurie banale, ce qui peut complexifier à l'extrême le schéma de détention de la seigneurie. Ces coseigneuries sont particulièrement présentes dans le Midi de la France, mais peuvent se retrouver partout.

### La coseigneurie
Une seigneurie peut être partagée de manière indivise entre plusieurs titulaires, soit par héritage, soit parce que deux seigneurs sont conjointement à l’origine de la création d’une bastide.

## La seigneurie à l’époque médiévale

### Les origines de la seigneurie
Une position historiographique ancienne voyait dans le démembrement de la villa du bas Empire l'origine de la seigneurie. Aujourd'hui, on attribue plutôt à un remembrement du grand domaine un rôle moteur dans le développement de la seigneurie. Ce remembrement est difficile à observer, par suite du manque de sources, mais on peut tenter de distinguer plusieurs mouvements.
Dans la zone méditerranéenne, on observe un mouvement de concentration des propriétés dès le Xe siècle notamment au détriment des alleux paysans. En Italie du Nord, le mouvement est particulièrement noté dans la remise de propriétés paysannes aux églises à cause de la pratique du prêt sur gage. En Catalogne, le mouvement se fait au profit non seulement des églises, mais aussi de l'aristocratie des comtes et vicomtes. En Italie centrale et méridionale, le phénomène majeur est celui de l’incastellamento étudié par Pierre Toubert : la population se rassemble dans des ensembles fortifiés qui deviennent les sièges d'autorités seigneuriales.
Ailleurs, le mouvement de concentration est plus tardif : il s'observe en Mâconnais ou dans le saint Empire au XIe siècle, puis au XIIe siècle avec la constitution des seigneuries cisterciennes ou prémontrées, même si ces dernières présentent des différences avec d'autres seigneuries monastiques, notamment dans le mode d'exploitation en faire-valoir direct.

### Les conquêtes paysannes duXIIesiècle
Selon Georges Duby, le XIIe siècle voit la progression de la situation du paysan vis-à-vis du seigneur. Il distingue pour cela trois phénomènes : la persistance de l’alleu paysan, notamment l’alleu « clandestin », créé à la faveur des défrichements, la division des tenures entre plusieurs héritiers, cause de l’affaiblissement des impositions seigneuriales et la conquête de privilèges collectifs par les communautés paysannes (développement des assemblées paroissiales). Il observe à cette époque une diminution de la rente foncière, notamment par l'affaiblissement des redevances pour les tenures, et une difficulté des seigneurs à prélever efficacement les nouvelles formes d'imposition dues à la seigneurie banale. Dans le contexte de communications difficiles du Moyen Âge, le seigneur est forcé de recourir à des intermédiaires, qui diminuent d'autant le montant des prélèvements. Tout ceci explique selon Duby le rééquilibrage des profits seigneuriaux sur la réserve, exploitée en faire-valoir direct. La réserve rassemble bien souvent les meilleures terres de la seigneurie, quand elle ne rassemble pas la majorité des terres seigneuriales, comme en Angleterre. Elle est exploitée par des groupes de travailleurs agricoles (serfs principalement), qui ne disposent que d'une micro-tenure et dépendent donc du travail accordé par le seigneur dans sa réserve.

## La seigneurie à l'époque moderne
La seigneurie survit dans l'époque moderne comme l'un des cadres structurant la société rurale. Son rôle en milieu urbain diminue très fortement. Toutefois son importance économique tend à se réduire à la réserve, la redevance des tenures (cens, chevage) étant payée en numéraire, l’inflation la rend quasi inexistante dans la plupart des cas. Les redevances banales, de meilleur rapport, tendent elles aussi à disparaître ou du moins à diminuer fortement. C'est la fonction judiciaire de la seigneurie qui résiste le mieux à l'époque moderne.

### Les justices seigneuriales
Pour exercer sa justice le seigneur peut nommer des officiers qui sont souvent recrutés parmi les notables de la seigneurie. Les vavasseurs de ce seigneur exercent pour son compte le droit de basse justice sur le territoire de leur vavassorie. Le seigneur tient une cour chaque année, nommée plaid général ou assises. Cette justice seigneuriale est généralement en recul face aux juridictions royales, notamment par des procédures d'appel systématique auprès des présidiaux et des parlements dans les condamnations entraînant de fortes peines (ce que l'on appelle en France la Haute justice). En France une ordonnance de 1670 définit les cas royaux qui sont soustraits à la justice seigneuriale. Cette ordonnance prévoit également que les baillis ou les sénéchaux peuvent instruire une affaire ressortissant normalement de la justice seigneuriale si cette dernière n'a pas engagé l'instruction dans les vingt-quatre heures. Les affaires portées devant la justice seigneuriale se réduisent donc souvent, en milieu rural, aux affaires de voisinage, bornage des champs ou utilisation des chemins. Les justices seigneuriales sont souvent dénoncées par les justiciables à cause de la cupidité ou de l’incompétence de certains seigneurs ou officiers seigneuriaux, mais elles sont aussi appréciées pour leur proximité et leur rapidité. En 1788, le gouvernement royal réforme les justices seigneuriales en subordonnant leur exercice à l'entretien d'un personnel qualifié et en permettant le pourvoi des justiciables directement devant une juridiction royale. Les justices seigneuriales sont abolies en France dans les réformes de l'été 1789.

## Seigneuries et féodalité dans le monde

### Un cas de «seigneuries nouvelles»: la Nouvelle-France

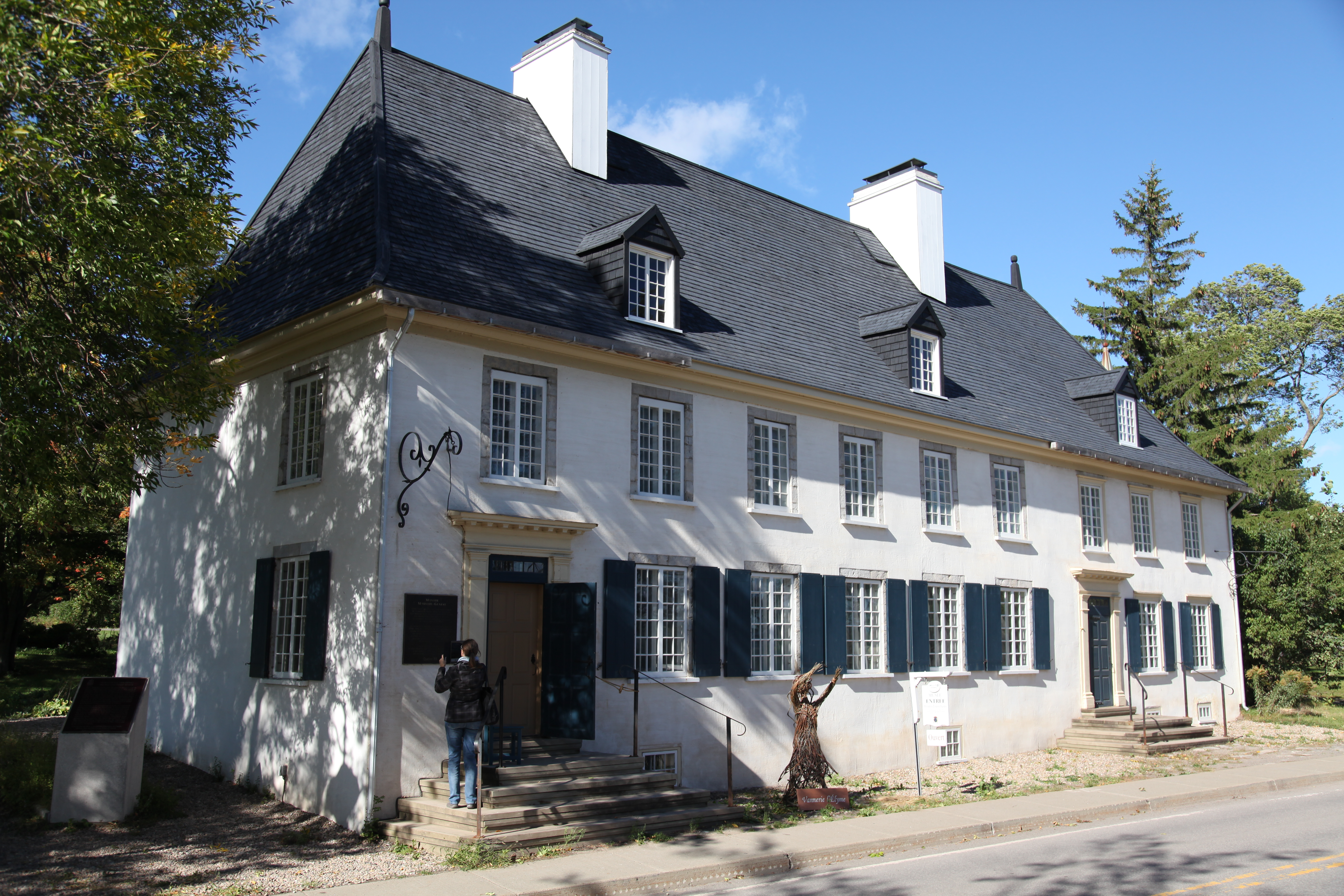
Lieu historique national du Canada du Manoir Mauvide-Genest à l'île d'Orléans, Québec

La colonisation française de la Nouvelle-France illustre bien la place importante que réservent les hommes de l'époque moderne à la seigneurie. En effet alors que cette institution peut nous apparaître comme déjà au XVIIe siècle une survivance du Moyen Âge, les autorités de colonisation vont fonder leur régime d'exploitation des terres sur elle.
La première seigneurie attestée semble être celle de Louis Hébert en 1623, mais c'est surtout à partir des années 1630 que la Compagnie des Cent-Associés, à laquelle le roi a concédé la seigneurie de toute la Nouvelle-France, inféode en grand nombre des seigneuries sur l'axe du Saint-Laurent. Comme en France, les seigneuries de Nouvelle-France associent des éléments fonciers et de puissance publique, tel l'exercice de la justice. Ces prérogatives sont elles aussi rognées par le pouvoir royal qui cherche à leur soustraire une part importante des affaires judiciaires, en ne leur laissant plus que la basse justice. La plupart des justices seigneuriales de Nouvelle-France disparaissent au cours du XVIIIe siècle.
Au Québec, la propriété éminente issue du régime seigneurial a connu une exceptionnelle longévité. En 1854, sous l'impulsion de Louis-Hippolyte La Fontaine et George-Étienne Cartier, l’Acte abolissant les droits et devoirs féodaux dans le Bas-Canada vient réformer à l'échelle de la province les divers droits seigneuriaux comme les lods et ventes, en remplaçant ceux-ci par le paiement d’une rente seigneuriale fixe. Les tenures en censive deviennent francs alleu roturiers.
Le gouvernement de Louis-Alexandre Taschereau crée en 1935 le Syndicat national du rachat des rentes seigneuriales (SNRRS), ayant pour but d’homologuer les livres terriers afin de convertir en capital rachetable les rentes constituées. Temporairement, ce sont les municipalités qui collecteront ces rentes, converties en taxes municipales.
C’est le 11 novembre 1940 que les propriétaires de biens seigneuriaux ont perçu pour une dernière fois leurs rentes seigneuriales. À partir de cette date, quelque 60 000 cultivateurs de 245 seigneuries disposent d'un maximum de 41 ans pour racheter le capital des rentes constituées. Les derniers restes des rentes seigneuriales ont ainsi progressivement disparu au Québec avant 1981.